# Les Bondons
Les Bondons è un comune francese di 143 abitanti situato nel dipartimento della Lozère nella regione dell'Occitania.

## Società

### Evoluzione demografica
Abitanti censiti